# 安哥拉語言
安哥拉唯一的官方語言是葡萄牙語，但此外該國還存在其他的46種語言，主要爲班圖語支。《民族語》認為有六種語言在安哥拉具有制度地位：葡萄牙語（安哥拉）、喬奎語、剛果語、金邦杜語、奧萬博語、Ngangela語和姆班杜語。

## 歐洲語言
葡萄牙語是安哥拉唯一的官方語言。由於可以追溯到殖民歷史的文化、社會和政治機制的原因，葡萄牙語母語者的人數眾多且正在不斷增長。在1962年至1975年的殖民主義後期，當所有安哥拉人都被視爲擁有平等權利的葡萄牙公民後，許多城市中的黑人中產階級家庭拒絕教他們的孩子母語，而是讓他們說說葡萄牙語，以便他們能夠以同樣的方式與白人競爭。
安哥拉國家統計局2012年的一項研究發現，葡萄牙語是該國39%人口的母語。它被全國各地更多的人作為第二語言使用，而年輕一代的城市居民正朝着主要或只使用葡萄牙語的趨勢發展。2014年人口普查發現，安哥拉近2580萬居民中約有71%在家中講葡萄牙語。
在城市地區，85%的人在2014年的人口普查中稱自己在家中講葡萄牙語，而農村地區的這一比例為49%。葡萄牙語在二十世紀中葉快速地被安哥拉人接受，作爲各民族之間的通用語。安哥拉內戰後，許多人搬到了城市，並在那裏學習了葡萄牙語。當他們回到農村時，更多的人把葡萄牙語作爲第一語言。安哥拉人使用的葡萄牙語的變體被稱爲安哥拉葡萄牙語。在語音上，這個變體與莫桑比克的葡萄牙語方言非常相似，但有一些例外。有些人認爲安哥拉葡萄牙語在某些方面類似於皮欽語。
在安哥拉位於兩個法語國家（剛果民主共和國和剛果共和國）之間的飛地喀丙達省，許多人的法語水平相當於或者超過他們的葡萄牙語水平。事實上，在該地的識字人口中，90%的人說法語，而只有10%的人說葡萄牙語。此外，曾流亡到剛果民主共和國的安哥拉剛果人通常法語和林加拉語水平超過他們的葡萄牙語和剛果語水平。

## 非洲語言
安哥拉的所有本土語言都被視作民族語言。在獨立后，安哥拉政府表示將選擇六種語言作為文學語言來發展。這六種語言在不同的政府公告之間有所不同，但通常包括姆班杜語、金邦杜語、剛果語（可能是喀丙達的伊宾达语）、喬奎語、寬亞瑪語（奧萬博語）和Mbunda語（從未明確定義，可能是Nyemba語、Lucazi語或是模糊定義）。安哥拉電臺以十四種“主要的”民族語言進行廣播：Bangala語（“Mbangala”）、喬奎語、伊宾达语、赫雷羅語（“Helelo”）、剛果語、金邦杜語、寬亞瑪語、Lunda語、Ngangela語、Ngoya語、Nyaneka語、奧萬博語（“Oxiwambo”）、Songo語和姆班杜語。安哥拉的學校中使用一些民族語言，包括提供教科書等教材，但面臨師資力量短缺的問題。
姆班杜語是安哥拉使用最廣泛的班圖語，約23%的人口（約590萬）以它爲母語，主要在該國中部和南部使用。金邦杜語使用於羅安達省和鄰近省份。剛果語使用於西北部，包括飛地喀丙達，大約8.24%的安哥拉人使用剛果語。伊宾达语（“Fiote”）使用者約佔人口的2.9%，主要在喀丙達。林加拉語在安哥拉也有人使用。
桑人使用兩個不同語系的語言：箜語和Khwe語，雖然後者只有幾百個使用者。大部分桑人在內戰結束后逃往了南非。已滅絕的Kwadi語可能與Khwe語有很遠的淵源，而Kwisi語的詳情則完全不爲人知。他們的使用者既非科伊桑人，也不是班圖人。

## 亞洲語言
極少數黎巴嫩裔安哥拉人講阿拉伯語和（或）法語。由於安哥拉與中國關係的加強，現在在安哥拉有一個大約30萬人的漢語社區。